# Euxoa olivia
Euxoa olivia là một loài bướm đêm trong họ Noctuidae.